# Ојице
Ојице су украсне чипке на женској народној ношњи бошњачког становништва. Израђују се свиленим концем уз коришћење игле. Овај назив карактеристичан је само за Санџак, док се у Босни користи термин кера. Ојицама се украшавају рубови различитих марама, како оних које се носе свакодневно, тако и оних за свечане прилике. Знања, умећа и вештине израде ојица уврштени су 2022. године на листу Нематеријалног културног наслеђа Србије.

## Историја
Етнолози истичу да је назив ојице карактеристичан само за Санџак, док се у Босни користи термин кера. С обзиром на то да се целокупна бошњачка ношња темељи на османској култури, претпоставља се да и ојице потичу из тог периода. То су чипке рађене у виду цветова. Некада су рађене комбинацијом свиленог конца и длаке из репа коња, како би чипка била што чвршћа, као да је уштиркана. Ова техника је била најцењенија, а тако израђен цвет изгледао је као свеже убран.
Ојицом се и данас украшава одећа која се носи на различитим породичним и друштвеним окупљањима. На свадбама овакву одећу носи млада, али и остале девојке и жене у свадбеном церемонијалу.

## Израда ојица
Ојицама се украшавају рубови марама, жутих, зелених или браон шамија које су жене носиле свакодневно и парланти, белих свилених марама које су носиле младе на свадби и млађе жене у свечаним приликама. Овом чипком такође се украшавају кошуље и девојачки дарови.
Ојице се данас израђују од свиленог конца уз коришћење игле. Врста игле одређује и технику израде. Разликују се технике израде „мекиком” (чанталом – чунком – чунчетом), шиваћом иглом, „орловом иглом“ и хеклицом. Често се за израду ојица користи комбинација ових техника, али се данас најчешће користи обична игла.

## Нематеријално културно наслеђе
На предлог Музеја Рас из Новог Пазара и Удружења „Пазарски базар рукотворина“ знања, умећа и вештине израде ојица уврштени су 2022. године на листу Нематеријалног културног наслеђа Србије.
Умеће и вештина израде ојица преносила се вековима с генерације на генерацију и тако постала неизоставни део традиције народне ношње Бошњака. Да би се један елемент уписао на листу нематеријалног културног наслеђа битно је да живи, односно да је трајао кроз историју и да данас траје. Да би се ова традиција очувала у Новом Пазару организују се бројне радионице веза, али је чувају и старије жене које и даље израђују ове украсне чипке.